# Plesiomma simile
Plesiomma simile là một loài ruồi trong họ Asilidae. Plesiomma simile được Scarbrough miêu tả năm 2003. Loài này phân bố ở vùng Tân nhiệt đới.